# Энтонивилл (Арканзас)
Энтонивилл (англ. Anthonyville, Arkansas) — город, расположенный в округе Криттенден (штат Арканзас, США) с населением в 250 человек по статистическим данным переписи 2000 года.

## География
По данным Бюро переписи населения США город Энтонивилл имеет общую площадь в 0,26 квадратных километров, водных ресурсов в черте населённого пункта не имеется.
Энтонивилл расположен на высоте 63 метра над уровнем моря.

## Демография
По данным переписи населения 2000 года в Энтонивилле проживало 250 человек, 52 семьи, насчитывалось 82 домашних хозяйств и 87 жилых домов. Средняя плотность населения составляла около 833,3 человек на один квадратный километр. Расовый состав Энтонивилла по данным переписи распределился следующим образом: 2,80 % белых, 96,40 % — чёрных или афроамериканцев, 0,80 % — других народностей. Испаноговорящие составили 0,80 % от всех жителей города.
Из 82 домашних хозяйств в 34,1 % — воспитывали детей в возрасте до 18 лет, 34,1 % представляли собой совместно проживающие супружеские пары, в 23,2 % семей женщины проживали без мужей, 35,4 % не имели семей. 32,9 % от общего числа семей на момент переписи жили самостоятельно, при этом 14,6 % составили одинокие пожилые люди в возрасте 65 лет и старше. Средний размер домашнего хозяйства составил 3,05 человек, а средний размер семьи — 4,02 человек.
Население города по возрастному диапазону по данным переписи 2000 года распределилось следующим образом: 38,4 % — жители младше 18 лет, 6,4 % — между 18 и 24 годами, 24,4 % — от 25 до 44 лет, 15,6 % — от 45 до 64 лет и 15,2 % — в возрасте 65 лет и старше. Средний возраст жителей составил 31 год. На каждые 100 женщин в Энтонивилле приходилось 115,5 мужчин, при этом на каждые сто женщин 18 лет и старше приходилось 108,1 мужчин также старше 18 лет.
Средний доход на одно домашнее хозяйство в городе составил 23 750 долларов США, а средний доход на одну семью — 32 344 доллара. При этом мужчины имели средний доход в 25 357 долларов США в год против 18 636 долларов среднегодового дохода у женщин. Доход на душу населения в городе составил 8825 долларов в год. 28,4 % от всего числа семей в округе и 32,2 % от всей численности населения находилось на момент переписи населения за чертой бедности, при этом 36,2 % из них были моложе 18 лет и 48,7 % — в возрасте 65 лет и старше.